# 여름날 파티에서 대학살
《여름날 파티에서 대학살》(영어: The Slumber Party Massacre, 영국 제목 영어: The Slumber Party Murders)은 1982년 개봉한 미국의 슬래셔 영화로, 에이미 홀든 존스의 감독 데뷔작이다.
작가 리타 메이 브라운이 쓴 유일한 공포 영화 대본이다. 브라운은 슬래셔물에 대한 비판으로서 각본을 작성했지만 제작 방향이 전환되면서 일반 슬래셔 영화로 촬영되었다.
개봉 당시에는 평단으로부터 엇갈린 평가를 받았으나, 시간이 지나면서 컬트 영화로 자리매김하게 되었다.
《여름날 파티에서 대학살 4》(2003) 등의 속편이 있다.

## 줄거리
로스앤젤레스 베니스를 배경으로 부모님이 집을 비운 사이 대마를 피우고 술을 마시며 밤샘 파티를 벌이던 졸업반 여학생 무리가 전동 드릴이 주무기인 살인마에게 차례로 죽어간다. 그 외에 관음증적 욕망이 넘치는 남자 동급생들, 부모님 대신 중간중간 여학생들을 확인해주기로 했던 이웃, 여학생들의 안위를 염려하는 코치, 길 건너편에 사는 모범생, 피자 배달부 등이 등장한다. 살아남은 여학생들이 협공으로 살인마를 죽이면서 영화가 끝난다.

## 출연
- 미셸 마이클스 - 트리시 데버로 역
- 로빈 스틸 - 밸러리 베이츠 역
- 마이클 빌렐라 - 러스 손 역
- 데브라 덜리소 - 킴 클라크 역
- 앤드리 오너레이 - 재키 캐시디 역
- 지나 마리 - 다이앤 역
- 제니퍼 마이어스 - 코트니 베이츠 역
- 조지프 앨런 존슨 - 닐 역
- 데이비드 밀번 - 제프 역
- 짐 리드 보이스 - 존 레이든 마이너 역
- 패멀라 로일랜스 - 코치 레이철 재나 역
- 브링크 스티븐스 - 린다 돈 그랜트 역
- 리그 케네디 - 데이비드 콘탠트 역
- 진 바거스 - 메리 역
- 하워드 퍼거슨 - 데버로 씨, 트리시의 아빠 역
- 애나 패튼 - 애넷 데버로, 트리시의 엄마 역